# Pierre-Felix Masseau

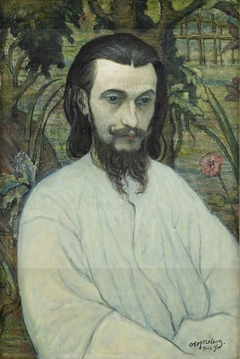
Porträt Pierre Félix Masseaus, ausgeführt 1895 von dem schwedischen Maler Olof Sager-Nelson

Pierre Félix Masseau, genannt Fix-Masseau (* 17. März 1869 in Lyon; † 14. April 1937 in Paris) war ein französischer Bildhauer, Maler und Medailleur des Jugendstils und des Symbolismus. Er war der Vater von Pierre Fix-Masseau, mit dem er oft verwechselt wird.

## Leben
Fix-Masseau studierte von 1886 bis 1889 an der École des Beaux-Arts in Dijon bei Charles Dufraine, danach an der École des Beaux-Arts in Paris bei Gabriel Jules Thomas. 1897 gewann er den Prix de Paris und damit ein Reisestipendium, das ihn in die Niederlande, in die Schweiz, sowie nach Belgien und Italien (acht Monate Florenz) führte. Im Jahr 1908 wurde er Direktor der École Nationale d’Art Décoratif in Limoges (bis 1935), sowie zum Konservator am Musée Adrien Dubouché berufen. 1926 wurde er zum Chevalier der Ehrenlegion ernannt. Von 1904 bis 1920 saß er als Mitglied der Société des Artistes français in der Jury des Pariser Salons.

## Künstlerische Entwicklung
Seine ersten Arbeiten im Pariser Salon La Folle (1893) und Le Secret (1894) erregten das Interesse zahlreicher Besucher und Kunstkritiker, darunter auch Auguste Rodin, der vergeblich versuchte, Fix-Masseau für sein Atelier zu verpflichten. Fix-Masseau jedoch war an großen Werkstattzusammenhängen nicht interessiert, sondern bevorzugte das Leben des nur sich selbst verpflichteten Künstlerpersönlichkeit. In seiner frühen Zeit war er Teil der Pariser Boheme, Künstlerszene mit Überlappung zu den anarchistischen Kreisen der Hauptstadt. Fix-Masseau war vor allem bekannt für symbolistische Skulpturen, die noch heute seinen Ruf ausmachen. Es waren vor allem table-top Statuetten, nicht die große Form die ihm lag. Daneben schuf er eine Reihe von Porträt-Büsten und -berühmter Persönlichkeiten, die er in Marmor, Gips, Holz und Bronze ausführte. Daneben schuf er auch allegorische und symbolistische Sujets, Nach dem Ersten Weltkrieg schuf er einige monumentale Denkmäler (u. a. Monument César Franck in Lüttich), vor allem einige Monumente für die Gefallenen Frankreichs.
In den 1910er- und 1930er-Jahren entwickelte Fix-Masseau eine Leidenschaft als Maler im Stil des Impressionismus. Er schuf zahlreiche Landschaften, und Straßenszenen kleiner Städte. Etwa die Hälfte seiner Werke sind Blumen- und Früchtestillleben, bei denen er sich an Henri Fantin-Latour orientierte. Wenige Jagdstillleben sind auch bekannt. Er ist auch für seine kunsthandwerklichen Arbeiten bekannt geworden, die er unter anderem in Keramik, Zinn und Bronze ausführte.
Seine Werke befinden sich heute unter anderem im Musée d’Orsay, im Petit Palais in Paris, im Dresdner Albertinum, und im Musée des Beaux-Arts in Lyon.

## Werke
Plastiken

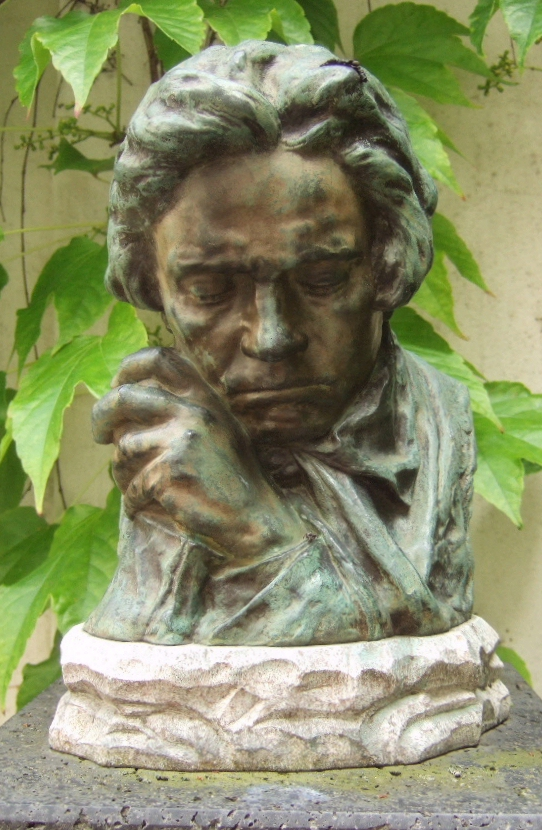
Pierre-Felix Masseau: Beethoven, 1902, Bonn, im Hof des Hauses „Im Mohren“, Bonngasse 18.

- Le Secret, 1894, 76 cm × 17,5 cm × 18 cm, Mahagoni mit Elfenbeinkästchen, Paris, Musée d’Orsay (um 1900 von der Gießerei Siot-Decauville in Bronze gegossen)[2]
- Maske von Edmond Lachenal, um 1895, Terrakotta, Paris, Musée d’Orsay (1982 vom Sohne Pierre Fix-Masseau dem Museum geschenkt)[3]
- Réflexion, 1900, Bronze-Maske
- Büste von Charles Baudelaire, 1936, Paris, Jardin du Luxembourg
- Büste von Ludwig van Beethoven, 1902, Bronze, Bonn
- Medaille für Henri Albert Hartmann, 1909, Bronze
- Renault-Tank vom Typ FT17, vor 1922, Bronze, 20 cm
- Büste von Jan van Herwijnen, 1924, Marmor, Paris, Musée d’Orsay
- Büste von Anna de Noailles
- Büste von Auguste Delaherche
- L’emprise, patinierte Bronze, Petit Palais

Gemälde
- Intérieur, 1896, Öl auf Leinwand, Paris, Musée d’Orsay
- Rosen in einer Vase, 1910, Öl auf Leinwand
- Blumen, Früchte und eine Tasse Tee
- Blumen und Fruchtschale

## Belege
1. 1 2 3  Elmar Stolpe: Fix-Masseau. In: Saur Allgemeines Künstler-Lexikon. Band 41. Saur, München/Leipzig 2004, S. 15–16.
2. ↑  Pierre-Félix Fix-Masseau: Le Secret. In: www.musee-orsay.fr. Abgerufen am 16. Januar 2016.
3. ↑  Edmond Lachenal (1855–1948), céramiste. 13. Oktober 2013, archiviert vom Original (nicht mehr online verfügbar) am 13. Oktober 2013; abgerufen am 16. Januar 2016.

| Personendaten    | Personendaten           |
| ---------------- | ----------------------- |
| NAME             | Masseau, Pierre-Felix   |
| ALTERNATIVNAMEN  | Fix-Masseau             |
| KURZBESCHREIBUNG | französischer Bildhauer |
| GEBURTSDATUM     | 17. März 1869           |
| GEBURTSORT       | Lyon                    |
| STERBEDATUM      | April 1937              |
| STERBEORT        | Paris                   |